# 树村清真寺
40°01′15″N 116°18′11″E / 40.0209014°N 116.3030796°E
树村清真寺，位于北京市海淀区树村路，是一座伊斯兰教清真寺。

## 简介
树村是一个多民族聚居村，树村清真寺始建于清朝。2010年4月，树村清真寺开工修缮，共花费40万元，其中海淀区民宗办投资10万元，上地街道投资10万元，海淀乡和树村村委会投资4万元，海淀区伊斯兰教协会、海淀区各清真寺及穆斯林群众捐款16万元。2010年7月16日，树村清真寺举行修缮竣工庆典，当地穆斯林及各界人士200多人参加。
由于历史原因，海淀乡树村村委会占用树村清真寺1.7亩土地，一直未归还。海淀区政协委员杨建得知这一情况后，从2010年初便开始起草提案，呼吁解决该问题。杨建委员为此多方走访并调研，与政府有关部门协商，使树村村委会在2010年上半年达成协议，同意在占地落实前给树村清真寺每年提供适当经济补偿。
2014年8月31日，树村清真寺被列入海淀区第四批区级文物保护单位。